# Daya (chanteuse)
Grace Martine Tandon, connue sous le nom de scène Daya (stylisé DΛYΛ et prononcé /ˈdeɪ.ə/), est une chanteuse américaine née le 24 octobre 1998 à Mount Lebanon en Pennsylvanie. Son grand-père paternel est américain d'origine indienne, un punjabi qui a émigré aux États-Unis. À l'âge de 3 ans, elle a commencé à apprendre le piano. Elle a quatre sœurs.

## Biographie
Sit Still Look Pretty est son premier album. Il a été lancé 7 octobre 2016. 

Le 11 octobre 2018, à l'occasion de la journée internationale du coming out, Daya fait son coming out sur Instagram.
En 2019, Daya est l'une des têtes d'affiche du festival lesbien californien, le Dinah Shore.